# Campeonato de Segunda División 1948 (Argentina)
El Campeonato de Segunda División 1948 fue el torneo que constituyó la decimoquinta temporada de la segunda división de Argentina en la era profesional, también fue la última del certamen como segunda categoría al ser desplazada por la nueva Primera División B para 1949. Se disputó desde el 17 de abril hasta el  18 de diciembre cuando fue suspendido por una huelga de jugadores. 
Al suspenderse el torneo, no hubo campeón esta temporada. La AFA decidió otorgarles el ascenso a los dos últimos equipos que había perdido la categoría en Primera División, los cuales fueron Atlanta, en 1947 y Ferro Carril Oeste, en 1946. 
No hubo descensos en esta temporada debido a la huelga de jugadores.

## Equipos
| Equipo                 | Ciudad (Provincia)   |
| ---------------------- | -------------------- |
| All Boys               | Buenos Aires         |
| Almagro                | Buenos Aires         |
| Argentino              | Rosario              |
| Argentino de Quilmes   | Quilmes              |
| Argentinos Juniors     | Buenos Aires         |
| Atlanta                | Buenos Aires         |
| Central Córdoba        | Rosario              |
| Colegiales             | Buenos Aires         |
| Colón                  | Santa Fe             |
| Defensores de Belgrano | Buenos Aires         |
| Dock Sud               | Dock Sud             |
| El Porvenir            | Gerli                |
| Estudiantes (BA)       | Buenos Aires         |
| Excursionistas         | Buenos Aires         |
| Ferro Carril Oeste     | Buenos Aires         |
| Los Andes              | Lomas de Zamora      |
| Nueva Chicago          | Buenos Aires         |
| Quilmes                | Quilmes              |
| Talleres (RE)          | Remedios de Escalada |
| Termperley             | Turdera              |
| Tiro Federal           | Rosario              |
| Unión                  | Santa Fe             |

## Sistema de disputa
El Campeonato de Segunda División 1948 se disputó en dos ruedas, bajo el Sistema de todos contra todos, siendo la segunda los desquites de la primera.
La tabla final de posiciones del torneo se estableció por acumulación de puntos. Los 6 primeros de cada zona definirían el ascenso y los 5 últimos de cada una, jugarían por evitar el descenso. En ambos casos los dos torneos se jugarían en cancha neutral, y a una sola rueda de partidos.

## Grupo A
| Pos. | Equipo               | Pts. | PJ | PG | PE | PP | GF | GC | Dif. |
| ---- | -------------------- | ---- | -- | -- | -- | -- | -- | -- | ---- |
| 1.º  | Dock Sud             | 27   | 20 | 11 | 5  | 4  | 44 | 32 | 12   |
| 2.º  | El Porvenir          | 26   | 20 | 11 | 4  | 5  | 44 | 29 | 15   |
| 3.º  | Colón                | 25   | 20 | 10 | 5  | 5  | 32 | 31 | 1    |
| 4.º  | Nueva Chicago        | 23   | 20 | 10 | 3  | 7  | 45 | 41 | 4    |
| 5.º  | Atlanta              | 20   | 20 | 9  | 2  | 9  | 36 | 29 | 7    |
| 6.º  | Argentino de Quilmes | 20   | 20 | 7  | 6  | 7  | 33 | 35 | −2   |
| 7.º  | Quilmes              | 19   | 20 | 8  | 3  | 9  | 43 | 26 | 17   |
| 8.º  | Almagro              | 19   | 20 | 8  | 3  | 9  | 34 | 31 | 3    |
| 9.º  | Unión                | 19   | 20 | 9  | 1  | 10 | 29 | 32 | −3   |
| 10.º | Excursionistas       | 14   | 20 | 5  | 4  | 11 | 34 | 50 | −16  |
| 11.º | Colegiales           | 8    | 20 | 2  | 4  | 14 | 23 | 61 | −38  |

|  | Clasificados al Grupo Campeonato. |
|  | Relegados a la Zona del Descenso. |

## Resultados
Primera Rueda
| Fecha 1              | Fecha 1   | Fecha 1           | Fecha 1              | Fecha 1     | Fecha 1 |
| Local                | Resultado | Visitante         | Estadio              | Fecha       |         |
| -------------------- | --------- | ----------------- | -------------------- | ----------- | ------- |
| Unión                | 3 - 2     | Excursionistas    | Unión                | 18 de abril |         |
| Almagro              | 1 - 3     | Sportivo Dock Sud | Ferro Carril Oeste   | 24 de abril |         |
| Colegiales           | 2 - 3     | Colón             | Platense             | 24 de abril |         |
| El Porvenir          | 3 - 2     | Atlanta           | El Porvenir          | 24 de abril |         |
| Argentino de Quilmes | 2 - 2     | Nueva Chicago     | Argentino de Quilmes | 24 de abril |         |
| Libre: Quilmes       |           |                   |                      |             |         |

| Fecha 2                     | Fecha 2   | Fecha 2     | Fecha 2           | Fecha 2    | Fecha 2 |
| Local                       | Resultado | Visitante   | Estadio           | Fecha      |         |
| --------------------------- | --------- | ----------- | ----------------- | ---------- | ------- |
| Colón                       | 0 - 0     | Almagro     | Colón             | 9 de mayo  |         |
| Nueva Chicago               | 2 - 1     | El Porvenir | Nueva Chicago     | 15 de mayo |         |
| Atlanta                     | 0 - 2     | Unión       | Atlanta           | 15 de mayo |         |
| Excursionistas              | 3 - 3     | Colegiales  | Excursionistas    | 15 de mayo |         |
| Sportivo Dock Sud           | 2 - 2     | Quilmes     | Sportivo Dock Sud | 15 de mayo |         |
| Libre: Argentino de Quilmes |           |             |                   |            |         |

| Fecha 3                  | Fecha 3   | Fecha 3              | Fecha 3            | Fecha 3    | Fecha 3 |
| Local                    | Resultado | Visitante            | Estadio            | Fecha      |         |
| ------------------------ | --------- | -------------------- | ------------------ | ---------- | ------- |
| Quilmes                  | 5 - 0     | Colón                | Quilmes            | 22 de mayo |         |
| Almagro                  | 0 - 1     | Excursionistas       | Ferro Carril Oeste | 22 de mayo |         |
| Colegiales               | 2 - 4     | Atlanta              | Colegiales         | 22 de mayo |         |
| El Porvenir              | 2 - 1     | Argentino de Quilmes | Independiente      | 22 de mayo |         |
| Unión                    | 1 - 0     | Nueva Chicago        | Unión              | 23 de mayo |         |
| Libre: Sportivo Dock Sud |           |                      |                    |            |         |

| Fecha 4              | Fecha 4   | Fecha 4           | Fecha 4              | Fecha 4    | Fecha 4 |
| Local                | Resultado | Visitante         | Estadio              | Fecha      |         |
| -------------------- | --------- | ----------------- | -------------------- | ---------- | ------- |
| Argentino de Quilmes | 0 - 3     | Unión             | Argentino de Quilmes | 29 de mayo |         |
| Nueva Chicago        | 3 - 2     | Colegiales        | Nueva Chicago        | 29 de mayo |         |
| Atlanta              | 1 - 2     | Almagro           | Platense             | 29 de mayo |         |
| Excursionistas       | 1 - 3     | Quilmes           | Excursionistas       | 29 de mayo |         |
| Colón                | 3 - 0     | Sportivo Dock Sud | Colón                | 30 de mayo |         |
| Libre: El Porvenir   |           |                   |                      |            |         |

| Fecha 5           | Fecha 5   | Fecha 5              | Fecha 5            | Fecha 5    | Fecha 5 |
| Local             | Resultado | Visitante            | Estadio            | Fecha      |         |
| ----------------- | --------- | -------------------- | ------------------ | ---------- | ------- |
| Sportivo Dock Sud | 3 - 3     | Excursionistas       | Sportivo Dock Sud  | 5 de junio |         |
| Quilmes           | 1 - 1     | Atlanta              | Quilmes            | 5 de junio |         |
| Almagro           | 2 - 5     | Nueva Chicago        | Excursionistas     | 5 de junio |         |
| Colegiales        | 0 - 2     | Argentino de Quilmes | Ferro Carril Oeste | 5 de junio |         |
| Unión             | 2 - 1     | El Porvenir          | Unión              | 6 de junio |         |
| Libre: Colón      |           |                      |                    |            |         |

| Fecha 6              | Fecha 6   | Fecha 6           | Fecha 6              | Fecha 6     | Fecha 6 |
| Local                | Resultado | Visitante         | Estadio              | Fecha       |         |
| -------------------- | --------- | ----------------- | -------------------- | ----------- | ------- |
| El Porvenir          | 4 - 0     | Colegiales        | El Porvenir          | 12 de junio |         |
| Argentino de Quilmes | 2 - 1     | Almagro           | Argentino de Quilmes | 12 de junio |         |
| Nueva Chicago        | 1 - 2     | Quilmes           | Nueva Chicago        | 12 de junio |         |
| Atlanta              | 0 - 1     | Sportivo Dock Sud | Atlanta              | 12 de junio |         |
| Excursionistas       | 2 - 0     | Colón             | Excursionistas       | 12 de junio |         |
| Libre: Unión         |           |                   |                      |             |         |

| Fecha 7               | Fecha 7   | Fecha 7              | Fecha 7            | Fecha 7     | Fecha 7 |
| Local                 | Resultado | Visitante            | Estadio            | Fecha       |         |
| --------------------- | --------- | -------------------- | ------------------ | ----------- | ------- |
| Sportivo Dock Sud     | 1 - 2     | Nueva Chicago        | Sportivo Dock Sud  | 19 de junio |         |
| Quilmes               | 1 - 3     | Argentino de Quilmes | Quilmes            | 19 de junio |         |
| Almagro               | 3 - 1     | El Porvenir          | Almagro            | 19 de junio |         |
| Colegiales            | 0 - 3     | Unión                | Ferro Carril Oeste | 19 de junio |         |
| Colón                 | 3 - 2     | Atlanta              | Colón              | 20 de junio |         |
| Libre: Excursionistas |           |                      |                    |             |         |

| Fecha 8              | Fecha 8   | Fecha 8           | Fecha 8              | Fecha 8     | Fecha 8 |
| Local                | Resultado | Visitante         | Estadio              | Fecha       |         |
| -------------------- | --------- | ----------------- | -------------------- | ----------- | ------- |
| El Porvenir          | 3 - 1     | Quilmes           | El Porvenir          | 26 de junio |         |
| Argentino de Quilmes | 1 - 1     | Sportivo Dock Sud | Argentino de Quilmes | 26 de junio |         |
| Nueva Chicago        | 5 - 1     | Colón             | Nueva Chicago        | 26 de junio |         |
| Atlanta              | 2 - 1     | Excursionistas    | Atlanta              | 26 de junio |         |
| Unión                | 0 - 2     | Almagro           | Unión                | 27 de junio |         |
| Libre: Colegiales    |           |                   |                      |             |         |

| Fecha 9           | Fecha 9   | Fecha 9              | Fecha 9           | Fecha 9     | Fecha 9 |
| Local             | Resultado | Visitante            | Estadio           | Fecha       |         |
| ----------------- | --------- | -------------------- | ----------------- | ----------- | ------- |
| Excursionistas    | 3 - 5     | Nueva Chicago        | Excursionistas    | 17 de julio |         |
| Sportivo Dock Sud | 1 - 1     | El Porvenir          | Sportivo Dock Sud | 17 de julio |         |
| Quilmes           | 8 - 0     | Unión                | Quilmes           | 17 de julio |         |
| Almagro           | 3 - 2     | Colegiales           | Almagro           | 17 de julio |         |
| Colón             | 2 - 0     | Argentino de Quilmes | Colón             | 18 de julio |         |
| Libre: Atlanta    |           |                      |                   |             |         |

| Fecha 10             | Fecha 10  | Fecha 10          | Fecha 10             | Fecha 10    | Fecha 10 |
| Local                | Resultado | Visitante         | Estadio              | Fecha       |          |
| -------------------- | --------- | ----------------- | -------------------- | ----------- | -------- |
| Colegiales           | 2 - 1     | Quilmes           | Atlanta              | 24 de julio |          |
| El Porvenir          | 1 - 1     | Colón             | El Porvenir          | 24 de julio |          |
| Argentino de Quilmes | 1 - 2     | Excursionistas    | Argentino de Quilmes | 24 de julio |          |
| Nueva Chicago        | 3 - 0     | Atlanta           | Nueva Chicago        | 24 de julio |          |
| Unión                | 1 - 3     | Sportivo Dock Sud | Unión                | 25 de julio |          |
| Libre: Almagro       |           |                   |                      |             |          |

| Fecha 11             | Fecha 11  | Fecha 11             | Fecha 11          | Fecha 11    | Fecha 11 |
| Local                | Resultado | Visitante            | Estadio           | Fecha       |          |
| -------------------- | --------- | -------------------- | ----------------- | ----------- | -------- |
| Atlanta              | 3 - 1     | Argentino de Quilmes | Atlanta           | 31 de julio |          |
| Excursionistas       | 2 - 3     | El Porvenir          | Excursionistas    | 31 de julio |          |
| Sportivo Dock Sud    | 3 - 1     | Colegiales           | Sportivo Dock Sud | 31 de julio |          |
| Quilmes              | 3 - 1     | Almagro              | Quilmes           | 31 de julio |          |
| Colón                | 1 - 0     | Unión                | Colón             | 1 de agosto |          |
| Libre: Nueva Chicago |           |                      |                   |             |          |

Segunda Rueda
| Fecha 12          | Fecha 12  | Fecha 12             | Fecha 12          | Fecha 12    | Fecha 12 |
| Local             | Resultado | Visitante            | Estadio           | Fecha       |          |
| ----------------- | --------- | -------------------- | ----------------- | ----------- | -------- |
| Sportivo Dock Sud | 3 - 1     | Almagro              | Sportivo Dock Sud | 7 de agosto |          |
| Excursionistas    | 3 - 1     | Unión                | Excursionistas    | 7 de agosto |          |
| Atlanta           | 2 - 1     | El Porvenir          | Atlanta           | 7 de agosto |          |
| Nueva Chicago     | 3 - 0     | Argentino de Quilmes | Nueva Chicago     | 7 de agosto |          |
| Colón             | 3 - 0     | Colegiales           | Colón             | 8 de agosto |          |
| Libre: Quilmes    |           |                      |                   |             |          |

| Fecha 13                    | Fecha 13  | Fecha 13          | Fecha 13    | Fecha 13     | Fecha 13 |
| Local                       | Resultado | Visitante         | Estadio     | Fecha        |          |
| --------------------------- | --------- | ----------------- | ----------- | ------------ | -------- |
| El Porvenir                 | 5 - 2     | Nueva Chicago     | El Porvenir | 14 de agosto |          |
| Colegiales                  | 2 - 2     | Excursionistas    | Atlanta     | 14 de agosto |          |
| Quilmes                     | 1 - 3     | Sportivo Dock Sud | Quilmes     | 14 de agosto |          |
| Almagro                     | 1 - 1     | Colón             | Almagro     | 14 de agosto |          |
| Unión                       | 2 - 0     | Atlanta           | Unión       | 15 de agosto |          |
| Libre: Argentino de Quilmes |           |                   |             |              |          |

| Fecha 14                 | Fecha 14  | Fecha 14    | Fecha 14             | Fecha 14     | Fecha 14 |
| Local                    | Resultado | Visitante   | Estadio              | Fecha        |          |
| ------------------------ | --------- | ----------- | -------------------- | ------------ | -------- |
| Excursionistas           | 2 - 1     | Almagro     | Excursionistas       | 21 de agosto |          |
| Atlanta                  | 5 - 0     | Colegiales  | Atlanta              | 21 de agosto |          |
| Nueva Chicago            | 2 - 0     | Unión       | Nueva Chicago        | 21 de agosto |          |
| Argentino de Quilmes     | 1 - 1     | El Porvenir | Argentino de Quilmes | 21 de agosto |          |
| Colón                    | 1 - 0     | Quilmes     | Colón                | 22 de agosto |          |
| Libre: Sportivo Dock Sud |           |             |                      |              |          |

| Fecha 15           | Fecha 15  | Fecha 15             | Fecha 15          | Fecha 15     | Fecha 15 |
| Local              | Resultado | Visitante            | Estadio           | Fecha        |          |
| ------------------ | --------- | -------------------- | ----------------- | ------------ | -------- |
| Colegiales         | 5 - 2     | Nueva Chicago        | Atlanta           | 28 de agosto |          |
| Almagro            | 0 - 1     | Atlanta              | Almagro           | 28 de agosto |          |
| Quilmes            | 3 - 1     | Excursionistas       | Quilmes           | 28 de agosto |          |
| Sportivo Dock Sud  | 2 - 1     | Colón                | Sportivo Dock Sud | 28 de agosto |          |
| Unión              | 2 - 3     | Argentino de Quilmes | Unión             | 29 de agosto |          |
| Libre: El Porvenir |           |                      |                   |              |          |

| Fecha 16             | Fecha 16  | Fecha 16          | Fecha 16             | Fecha 16        | Fecha 16 |
| Local                | Resultado | Visitante         | Estadio              | Fecha           |          |
| -------------------- | --------- | ----------------- | -------------------- | --------------- | -------- |
| Excursionistas       | 2 - 6     | Sportivo Dock Sud | Excursionistas       | 4 de septiembre |          |
| Atlanta              | 1 - 0     | Quilmes           | Atlanta              | 4 de septiembre |          |
| Nueva Chicago        | 2 - 2     | Almagro           | Nueva Chicago        | 4 de septiembre |          |
| Argentino de Quilmes | 4 - 1     | Colegiales        | Argentino de Quilmes | 4 de septiembre |          |
| El Porvenir          | 2 - 0     | Unión             | El Porvenir          | 4 de septiembre |          |
| Libre: Colón         |           |                   |                      |                 |          |

| Fecha 17          | Fecha 17  | Fecha 17             | Fecha 17             | Fecha 17         | Fecha 17 |
| Local             | Resultado | Visitante            | Estadio              | Fecha            |          |
| ----------------- | --------- | -------------------- | -------------------- | ---------------- | -------- |
| Colegiales        | 1 - 1     | El Porvenir          | Atlanta              | 11 de septiembre |          |
| Almagro           | 3 - 1     | Argentino de Quilmes | Almagro              | 11 de septiembre |          |
| Quilmes           | 5 - 1     | Nueva Chicago        | Argentino de Quilmes | 11 de septiembre |          |
| Sportivo Dock Sud | 2 - 1     | Atlanta              | Sportivo Dock Sud    | 11 de septiembre |          |
| Colón             | 2 - 1     | Excursionistas       | Colón                | 12 de septiembre |          |
| Libre: Unión      |           |                      |                      |                  |          |

| Fecha 18              | Fecha 18  | Fecha 18          | Fecha 18             | Fecha 18         | Fecha 18 |
| Local                 | Resultado | Visitante         | Estadio              | Fecha            |          |
| --------------------- | --------- | ----------------- | -------------------- | ---------------- | -------- |
| Nueva Chicago         | 2 - 4     | Sportivo Dock Sud | Nueva Chicago        | 18 de septiembre |          |
| Argentino de Quilmes  | 2 - 2     | Quilmes           | Argentino de Quilmes | 18 de septiembre |          |
| El Porvenir           | 3 - 2     | Almagro           | El Porvenir          | 18 de septiembre |          |
| Atlanta               | 6 - 0     | Colón             | Atlanta              | 18 de septiembre |          |
| Unión                 | 5 - 0     | Colegiales        | Unión                | 19 de septiembre |          |
| Libre: Excursionistas |           |                   |                      |                  |          |

| Fecha 19          | Fecha 19  | Fecha 19             | Fecha 19          | Fecha 19     | Fecha 19 |
| Local             | Resultado | Visitante            | Estadio           | Fecha        |          |
| ----------------- | --------- | -------------------- | ----------------- | ------------ | -------- |
| Almagro           | 1 - 0     | Unión                | Almagro           | 2 de octubre |          |
| Quilmes           | 1 - 0     | El Porvenir          | Quilmes           | 2 de octubre |          |
| Sportivo Dock Sud | 2 - 3     | Argentino de Quilmes | Sportivo Dock Sud | 2 de octubre |          |
| Excursionistas    | 1 - 3     | Atlanta              | Excursionistas    | 2 de octubre |          |
| Colón             | 3 - 0     | Nueva Chicago        | Colón             | 3 de octubre |          |
| Libre: Colegiales |           |                      |                   |              |          |

| Fecha 20             | Fecha 20  | Fecha 20          | Fecha 20             | Fecha 20      | Fecha 20 |
| Local                | Resultado | Visitante         | Estadio              | Fecha         |          |
| -------------------- | --------- | ----------------- | -------------------- | ------------- | -------- |
| Nueva Chicago        | 2 - 1     | Excursionistas    | Nueva Chicago        | 9 de octubre  |          |
| Argentino de Quilmes | 2 - 2     | Colón             | Argentino de Quilmes | 9 de octubre  |          |
| El Porvenir          | 4 - 1     | Sportivo Dock Sud | El Porvenir          | 9 de octubre  |          |
| Colegiales           | 0 - 6     | Almagro           | Atlanta              | 9 de octubre  |          |
| Unión                | 1 - 0     | Quilmes           | Unión                | 10 de octubre |          |
| Libre: Atlanta       |           |                   |                      |               |          |

| Fecha 21          | Fecha 21  | Fecha 21             | Fecha 21          | Fecha 21      | Fecha 21 |
| Local             | Resultado | Visitante            | Estadio           | Fecha         |          |
| ----------------- | --------- | -------------------- | ----------------- | ------------- | -------- |
| Quilmes           | 4 - 0     | Colegiales           | San Lorenzo       | 16 de octubre |          |
| Sportivo Dock Sud | 3 - 2     | Unión                | Sportivo Dock Sud | 16 de octubre |          |
| Colón             | 4 - 1     | El Porvenir          | Colón             | 16 de octubre |          |
| Excursionistas    | 1 - 1     | Argentino de Quilmes | Excursionistas    | 16 de octubre |          |
| Atlanta           | 1 - 1     | Nueva Chicago        | Atlanta           | 16 de octubre |          |
| Libre: Almagro    |           |                      |                   |               |          |

| Fecha 22             | Fecha 22  | Fecha 22          | Fecha 22             | Fecha 22      | Fecha 22 |
| Local                | Resultado | Visitante         | Estadio              | Fecha         |          |
| -------------------- | --------- | ----------------- | -------------------- | ------------- | -------- |
| Argentino de Quilmes | 3 - 1     | Atlanta           | Argentino de Quilmes | 23 de octubre |          |
| El Porvenir          | 6 - 0     | Excursionistas    | El Porvenir          | 23 de octubre |          |
| Unión                | 1 - 1     | Colón             | Unión                | 23 de octubre |          |
| Colegiales           | 0 - 0     | Sportivo Dock Sud | Atlanta              | 23 de octubre |          |
| Almagro              | 2 - 0     | Quilmes           | Almagro              | 23 de octubre |          |
| Libre: Nueva Chicago |           |                   |                      |               |          |

| 1. |

## Grupo B
| Pos. | Equipo                 | Pts. | PJ | PG | PE | PP | GF | GC | Dif. |
| ---- | ---------------------- | ---- | -- | -- | -- | -- | -- | -- | ---- |
| 1.º  | Tiro Federal           | 25   | 20 | 12 | 1  | 7  | 40 | 37 | 3    |
| 2.º  | Argentino de Rosario   | 24   | 20 | 9  | 6  | 5  | 43 | 31 | 12   |
| 3.º  | Ferro Carril Oeste     | 23   | 20 | 8  | 7  | 5  | 36 | 32 | 4    |
| 4.º  | Talleres (RE)          | 22   | 20 | 9  | 4  | 7  | 39 | 29 | 10   |
| 5.º  | Defensores de Belgrano | 22   | 20 | 9  | 4  | 7  | 30 | 34 | −4   |
| 6.º  | Argentinos Juniors     | 21   | 20 | 8  | 5  | 7  | 36 | 34 | 2    |
| 7.º  | Central Córdoba        | 20   | 20 | 8  | 4  | 8  | 32 | 24 | 8    |
| 8.º  | All Boys               | 18   | 20 | 6  | 6  | 8  | 33 | 35 | −2   |
| 9.º  | Los Andes              | 16   | 20 | 6  | 4  | 10 | 31 | 40 | −9   |
| 10.º | Termperley             | 15   | 20 | 6  | 3  | 11 | 33 | 39 | −6   |
| 11.º | Estudiantes (BA)       | 14   | 20 | 4  | 6  | 10 | 32 | 50 | −18  |

|  | Clasificados al Grupo Campeonato. |
|  | Relegados a la Zona del Descenso. |

## Resultados
Primera Rueda
| Fecha 1                | Fecha 1   | Fecha 1            | Fecha 1                | Fecha 1     | Fecha 1 |
| Local                  | Resultado | Visitante          | Estadio                | Fecha       |         |
| ---------------------- | --------- | ------------------ | ---------------------- | ----------- | ------- |
| Argentino de Rosario   | 2 - 1     | All Boys           | Argentino de Rosario   | 17 de abril |         |
| Central Córdoba (R)    | 3 - 3     | Argentinos Juniors | Central Córdoba (R)    | 17 de abril |         |
| Estudiantes (BA)       | 2 - 2     | Talleres (RdE)     | Ferro Carril Oeste     | 24 de abril |         |
| Defensores de Belgrano | 1 - 2     | Tiro Federal       | Defensores de Belgrano | 24 de abril |         |
| Los Andes              | 1 - 1     | Ferro Carril Oeste | Los Andes              | 24 de abril |         |
| Libre: Temperley       |           |                    |                        |             |         |

| Fecha 2            | Fecha 2   | Fecha 2                | Fecha 2            | Fecha 2    | Fecha 2 |
| Local              | Resultado | Visitante              | Estadio            | Fecha      |         |
| ------------------ | --------- | ---------------------- | ------------------ | ---------- | ------- |
| Tiro Federal       | 2 - 1     | Estudiantes (BA)       | Tiro Federal       | 8 de mayo  |         |
| Ferro Carril Oeste | 2 - 1     | Central Córdoba (R)    | Ferro Carril Oeste | 15 de mayo |         |
| Argentinos Juniors | 0 - 2     | Argentino de Rosario   | Argentinos Juniors | 15 de mayo |         |
| All Boys           | 1 - 2     | Defensores de Belgrano | All Boys           | 15 de mayo |         |
| Talleres (RdE)     | 0 - 0     | Temperley              | Talleres (RdE)     | 15 de mayo |         |
| Libre: Los Andes   |           |                        |                    |            |         |

| Fecha 3                | Fecha 3   | Fecha 3            | Fecha 3                | Fecha 3    | Fecha 3 |
| Local                  | Resultado | Visitante          | Estadio                | Fecha      |         |
| ---------------------- | --------- | ------------------ | ---------------------- | ---------- | ------- |
| Temperley              | 0 - 3     | Tiro Federal       | Temperley              | 22 de mayo |         |
| Estudiantes (BA)       | 2 - 2     | All Boys           | Ferro Carril Oeste     | 22 de mayo |         |
| Defensores de Belgrano | 1 - 0     | Argentinos Juniors | Defensores de Belgrano | 22 de mayo |         |
| Argentino de Rosario   | 1 - 0     | Ferro Carril Oeste | Argentino de Rosario   | 22 de mayo |         |
| Central Córdoba (R)    | 3 - 0     | Los Andes          | Central Córdoba (R)    | 22 de mayo |         |
| Libre: Talleres (RdE)  |           |                    |                        |            |         |

| Fecha 4                    | Fecha 4   | Fecha 4                | Fecha 4            | Fecha 4    | Fecha 4 |
| Local                      | Resultado | Visitante              | Estadio            | Fecha      |         |
| -------------------------- | --------- | ---------------------- | ------------------ | ---------- | ------- |
| Los Andes                  | 3 - 3     | Argentino de Rosario   | Los Andes          | 29 de mayo |         |
| Ferro Carril Oeste         | 4 - 1     | Defensores de Belgrano | Ferro Carril Oeste | 29 de mayo |         |
| Argentinos Juniors         | 3 - 2     | Estudiantes (BA)       | Argentinos Juniors | 29 de mayo |         |
| All Boys                   | 2 - 3     | Temperley              | All Boys           | 29 de mayo |         |
| Tiro Federal               | 0 - 3     | Talleres (RdE)         | Tiro Federal       | 29 de mayo |         |
| Libre: Central Córdoba (R) |           |                        |                    |            |         |

| Fecha 5                | Fecha 5   | Fecha 5             | Fecha 5                | Fecha 5    | Fecha 5 |
| Local                  | Resultado | Visitante           | Estadio                | Fecha      |         |
| ---------------------- | --------- | ------------------- | ---------------------- | ---------- | ------- |
| Talleres (RdE)         | 3 - 1     | All Boys            | Talleres (RdE)         | 5 de junio |         |
| Temperley              | 0 - 2     | Argentinos Juniors  | Temperley              | 5 de junio |         |
| Estudiantes (BA)       | 0 - 1     | Ferro Carril Oeste  | Argentinos Juniors     | 5 de junio |         |
| Defensores de Belgrano | 3 - 0     | Los Andes           | Defensores de Belgrano | 5 de junio |         |
| Argentino de Rosario   | 1 - 1     | Central Córdoba (R) | Argentino de Rosario   | 5 de junio |         |
| Libre: Tiro Federal    |           |                     |                        |            |         |

| Fecha 6                     | Fecha 6   | Fecha 6                | Fecha 6             | Fecha 6     | Fecha 6 |
| Local                       | Resultado | Visitante              | Estadio             | Fecha       |         |
| --------------------------- | --------- | ---------------------- | ------------------- | ----------- | ------- |
| Central Córdoba (R)         | 3 - 0     | Defensores de Belgrano | Central Córdoba (R) | 12 de junio |         |
| Los Andes                   | 2 - 1     | Estudiantes (BA)       | Los Andes           | 12 de junio |         |
| Argentinos Juniors          | 2 - 3     | Talleres (RdE)         | Argentinos Juniors  | 12 de junio |         |
| All Boys                    | 3 - 1     | Tiro Federal           | All Boys            | 12 de junio |         |
| Ferro Carril Oeste          | 2 - 2     | Temperley              | Ferro Carril Oeste  | 12 de junio |         |
| Libre: Argentino de Rosario |           |                        |                     |             |         |

| Fecha 7                | Fecha 7   | Fecha 7              | Fecha 7                | Fecha 7     | Fecha 7 |
| Local                  | Resultado | Visitante            | Estadio                | Fecha       |         |
| ---------------------- | --------- | -------------------- | ---------------------- | ----------- | ------- |
| Tiro Federal           | 3 - 1     | Argentinos Juniors   | Tiro Federal           | 19 de junio |         |
| Talleres (RdE)         | 2 - 2     | Ferro Carril Oeste   | Talleres (RdE)         | 19 de junio |         |
| Temperley              | 2 - 1     | Los Andes            | Temperley              | 19 de junio |         |
| Estudiantes (BA)       | 0 - 3     | Central Córdoba (R)  | Argentinos Juniors     | 19 de junio |         |
| Defensores de Belgrano | 3 - 0     | Argentino de Rosario | Defensores de Belgrano | 19 de junio |         |
| Libre: All Boys        |           |                      |                        |             |         |

| Fecha 8                       | Fecha 8   | Fecha 8          | Fecha 8              | Fecha 8     | Fecha 8 |
| Local                         | Resultado | Visitante        | Estadio              | Fecha       |         |
| ----------------------------- | --------- | ---------------- | -------------------- | ----------- | ------- |
| Argentino de Rosario          | 8 - 1     | Estudiantes (BA) | Argentino de Rosario | 26 de junio |         |
| Central Córdoba (R)           | 3 - 0     | Temperley        | Central Córdoba (R)  | 26 de junio |         |
| Los Andes                     | 0 - 2     | Talleres (RdE)   | Los Andes            | 26 de junio |         |
| Ferro Carril Oeste            | 3 - 4     | Tiro Federal     | Ferro Carril Oeste   | 26 de junio |         |
| Argentinos Juniors            | 3 - 3     | All Boys         | Argentinos Juniors   | 26 de junio |         |
| Libre: Defensores de Belgrano |           |                  |                      |             |         |

| Fecha 9                   | Fecha 9   | Fecha 9                | Fecha 9            | Fecha 9     | Fecha 9 |
| Local                     | Resultado | Visitante              | Estadio            | Fecha       |         |
| ------------------------- | --------- | ---------------------- | ------------------ | ----------- | ------- |
| All Boys                  | 3 - 1     | Ferro Carril Oeste     | All Boys           | 17 de julio |         |
| Tiro Federal              | 3 - 1     | Los Andes              | Tiro Federal       | 17 de julio |         |
| Talleres (RdE)            | 2 - 1     | Central Córdoba (R)    | Talleres (RdE)     | 17 de julio |         |
| Temperley                 | 7 - 5     | Argentino de Rosario   | Temperley          | 17 de julio |         |
| Estudiantes (BA)          | 3 - 3     | Defensores de Belgrano | Argentinos Juniors | 17 de julio |         |
| Libre: Argentinos Juniors |           |                        |                    |             |         |

| Fecha 10                | Fecha 10  | Fecha 10           | Fecha 10               | Fecha 10    | Fecha 10 |
| Local                   | Resultado | Visitante          | Estadio                | Fecha       |          |
| ----------------------- | --------- | ------------------ | ---------------------- | ----------- | -------- |
| Defensores de Belgrano  | 1 - 0     | Temperley          | Defensores de Belgrano | 24 de julio |          |
| Argentino de Rosario    | 2 - 0     | Talleres (RdE)     | Argentino de Rosario   | 24 de julio |          |
| Central Córdoba (R)     | 3 - 1     | Tiro Federal       | Central Córdoba (R)    | 24 de julio |          |
| Los Andes               | 2 - 3     | All Boys           | Los Andes              | 24 de julio |          |
| Ferro Carril Oeste      | 2 - 2     | Argentinos Juniors | Ferro Carril Oeste     | 24 de julio |          |
| Libre: Estudiantes (BA) |           |                    |                        |             |          |

| Fecha 11                  | Fecha 11  | Fecha 11               | Fecha 11           | Fecha 11    | Fecha 11 |
| Local                     | Resultado | Visitante              | Estadio            | Fecha       |          |
| ------------------------- | --------- | ---------------------- | ------------------ | ----------- | -------- |
| Argentinos Juniors        | 1 - 0     | Los Andes              | Argentinos Juniors | 31 de julio |          |
| All Boys                  | 1 - 0     | Central Córdoba (R)    | All Boys           | 31 de julio |          |
| Tiro Federal              | 3 - 2     | Argentino de Rosario   | Tiro Federal       | 31 de julio |          |
| Talleres (RdE)            | 0 - 2     | Defensores de Belgrano | Talleres (RdE)     | 31 de julio |          |
| Temperley                 | 6 - 1     | Estudiantes (BA)       | Temperley          | 31 de julio |          |
| Libre: Ferro Carril Oeste |           |                        |                    |             |          |

Segunda Rueda
| Fecha 12           | Fecha 12  | Fecha 12               | Fecha 12           | Fecha 12    | Fecha 12 |
| Local              | Resultado | Visitante              | Estadio            | Fecha       |          |
| ------------------ | --------- | ---------------------- | ------------------ | ----------- | -------- |
| Talleres (RdE)     | 1 - 2     | Estudiantes (BA)       | Talleres (RdE)     | 7 de agosto |          |
| Tiro Federal       | 4 - 1     | Defensores de Belgrano | Tiro Federal       | 7 de agosto |          |
| All Boys           | 1 - 1     | Argentino de Rosario   | All Boys           | 7 de agosto |          |
| Argentinos Juniors | 1 - 0     | Central Córdoba (R)    | Argentinos Juniors | 7 de agosto |          |
| Ferro Carril Oeste | 3 - 2     | Los Andes              | Ferro Carril Oeste | 7 de agosto |          |
| Libre: Temperley   |           |                        |                    |             |          |

| Fecha 13               | Fecha 13  | Fecha 13           | Fecha 13               | Fecha 13     | Fecha 13 |
| Local                  | Resultado | Visitante          | Estadio                | Fecha        |          |
| ---------------------- | --------- | ------------------ | ---------------------- | ------------ | -------- |
| Central Córdoba (R)    | 1 - 1     | Ferro Carril Oeste | Central Córdoba (R)    | 14 de agosto |          |
| Argentino de Rosario   | 3 - 1     | Argentinos Juniors | Argentino de Rosario   | 14 de agosto |          |
| Defensores de Belgrano | 1 - 1     | All Boys           | Defensores de Belgrano | 14 de agosto |          |
| Estudiantes (BA)       | 2 - 2     | Tiro Federal       | Argentinos Juniors     | 14 de agosto |          |
| Temperley              | 2 - 1     | Talleres (RdE)     | Temperley              | 14 de agosto |          |
| Libre: Los Andes       |           |                    |                        |              |          |

| Fecha 14              | Fecha 14  | Fecha 14               | Fecha 14           | Fecha 14     | Fecha 14 |
| Local                 | Resultado | Visitante              | Estadio            | Fecha        |          |
| --------------------- | --------- | ---------------------- | ------------------ | ------------ | -------- |
| Tiro Federal          | 2 - 0     | Temperley              | Tiro Federal       | 21 de agosto |          |
| All Boys              | 2 - 3     | Estudiantes (BA)       | All Boys           | 21 de agosto |          |
| Argentinos Juniors    | 5 - 1     | Defensores de Belgrano | Argentinos Juniors | 21 de agosto |          |
| Ferro Carril Oeste    | 2 - 1     | Argentino de Rosario   | Ferro Carril Oeste | 21 de agosto |          |
| Los Andes             | 3 - 1     | Central Córdoba (R)    | Los Andes          | 21 de agosto |          |
| Libre: Talleres (RdE) |           |                        |                    |              |          |

| Fecha 15                   | Fecha 15  | Fecha 15           | Fecha 15               | Fecha 15     | Fecha 15 |
| Local                      | Resultado | Visitante          | Estadio                | Fecha        |          |
| -------------------------- | --------- | ------------------ | ---------------------- | ------------ | -------- |
| Argentino de Rosario       | 5 - 1     | Los Andes          | Argentino de Rosario   | 28 de agosto |          |
| Defensores de Belgrano     | 1 - 1     | Ferro Carril Oeste | Defensores de Belgrano | 28 de agosto |          |
| Estudiantes (BA)           | 1 - 3     | Argentinos Juniors | Ferro Carril Oeste     | 28 de agosto |          |
| Temperley                  | 0 - 2     | All Boys           | Temperley              | 28 de agosto |          |
| Talleres (RdE)             | 4 - 0     | Tiro Federal       | Talleres (RdE)         | 28 de agosto |          |
| Libre: Central Córdoba (R) |           |                    |                        |              |          |

| Fecha 16            | Fecha 16  | Fecha 16               | Fecha 16            | Fecha 16        | Fecha 16 |
| Local               | Resultado | Visitante              | Estadio             | Fecha           |          |
| ------------------- | --------- | ---------------------- | ------------------- | --------------- | -------- |
| All Boys            | 1 - 3     | Talleres (RdE)         | All Boys            | 4 de septiembre |          |
| Argentinos Juniors  | 2 - 1     | Temperley              | Argentinos Juniors  | 4 de septiembre |          |
| Ferro Carril Oeste  | 2 - 0     | Estudiantes (BA)       | Ferro Carril Oeste  | 4 de septiembre |          |
| Los Andes           | 4 - 1     | Defensores de Belgrano | Los Andes           | 4 de septiembre |          |
| Central Córdoba (R) | 0 - 0     | Argentino de Rosario   | Central Córdoba (R) | 4 de septiembre |          |
| Libre: Tiro Federal |           |                        |                     |                 |          |

| Fecha 17                    | Fecha 17  | Fecha 17            | Fecha 17               | Fecha 17         | Fecha 17 |
| Local                       | Resultado | Visitante           | Estadio                | Fecha            |          |
| --------------------------- | --------- | ------------------- | ---------------------- | ---------------- | -------- |
| Defensores de Belgrano      | 1 - 2     | Central Córdoba (R) | Defensores de Belgrano | 11 de septiembre |          |
| Estudiantes (BA)            | 4 - 2     | Los Andes           | Ferro Carril Oeste     | 11 de septiembre |          |
| Talleres (RdE)              | 4 - 1     | Argentinos Juniors  | Talleres (RdE)         | 11 de septiembre |          |
| Tiro Federal                | 2 - 1     | All Boys            | Tiro Federal           | 11 de septiembre |          |
| Temperley                   | 1 - 2     | Ferro Carril Oeste  | Temperley              | 11 de septiembre |          |
| Libre: Argentino de Rosario |           |                     |                        |                  |          |

| Fecha 18             | Fecha 18  | Fecha 18               | Fecha 18             | Fecha 18         | Fecha 18 |
| Local                | Resultado | Visitante              | Estadio              | Fecha            |          |
| -------------------- | --------- | ---------------------- | -------------------- | ---------------- | -------- |
| Argentinos Juniors   | 3 - 1     | Tiro Federal           | Argentinos Juniors   | 18 de septiembre |          |
| Ferro Carril Oeste   | 3 - 3     | Talleres (RdE)         | Ferro Carril Oeste   | 18 de septiembre |          |
| Los Andes            | 2 - 1     | Temperley              | Los Andes            | 18 de septiembre |          |
| Central Córdoba (R)  | 0 - 2     | Estudiantes (BA)       | Central Córdoba (R)  | 18 de septiembre |          |
| Argentino de Rosario | 0 - 0     | Defensores de Belgrano | Argentino de Rosario | 18 de septiembre |          |
| Libre: All Boys      |           |                        |                      |                  |          |

| Fecha 19                      | Fecha 19  | Fecha 19             | Fecha 19           | Fecha 19         | Fecha 19 |
| Local                         | Resultado | Visitante            | Estadio            | Fecha            |          |
| ----------------------------- | --------- | -------------------- | ------------------ | ---------------- | -------- |
| Tiro Federal                  | 3 - 1     | Ferro Carril Oeste   | Tiro Federal       | 25 de septiembre |          |
| Estudiantes (BA)              | 2 - 2     | Argentino de Rosario | Ferro Carril Oeste | 2 de octubre     |          |
| Temperley                     | 3 - 1     | Central Córdoba (R)  | Temperley          | 2 de octubre     |          |
| Talleres (RdE)                | 1 - 2     | Los Andes            | Talleres (RdE)     | 2 de octubre     |          |
| All Boys                      | 2 - 2     | Argentinos Juniors   | All Boys           | 2 de octubre     |          |
| Libre: Defensores de Belgrano |           |                      |                    |                  |          |

| Fecha 20                  | Fecha 20  | Fecha 20         | Fecha 20               | Fecha 20      | Fecha 20 |
| Local                     | Resultado | Visitante        | Estadio                | Fecha         |          |
| ------------------------- | --------- | ---------------- | ---------------------- | ------------- | -------- |
| Ferro Carril Oeste        | 2 - 3     | All Boys         | Ferro Carril Oeste     | 9 de octubre  |          |
| Los Andes                 | 4 - 1     | Tiro Federal     | Los Andes              | 9 de octubre  |          |
| Defensores de Belgrano    | 2 - 1     | Estudiantes (BA) | Defensores de Belgrano | 9 de octubre  |          |
| Central Córdoba (R)       | 2 - 0     | Talleres (RdE)   | Central Córdoba (R)    | 10 de octubre |          |
| Argentino de Rosario      | 2 - 1     | Temperley        | Argentino de Rosario   | 12 de octubre |          |
| Libre: Argentinos Juniors |           |                  |                        |               |          |

| Fecha 21                | Fecha 21  | Fecha 21               | Fecha 21           | Fecha 21      | Fecha 21 |
| Local                   | Resultado | Visitante              | Estadio            | Fecha         |          |
| ----------------------- | --------- | ---------------------- | ------------------ | ------------- | -------- |
| Temperley               | 2 - 3     | Defensores de Belgrano | Temperley          | 16 de octubre |          |
| Talleres (RdE)          | 4 - 2     | Argentino de Rosario   | Talleres (RdE)     | 16 de octubre |          |
| Tiro Federal            | 3 - 2     | Central Córdoba (R)    | Tiro Federal       | 16 de octubre |          |
| All Boys                | 0 - 0     | Los Andes              | All Boys           | 16 de octubre |          |
| Argentinos Juniors      | 0 - 1     | Ferro Carril Oeste     | Argentinos Juniors | 16 de octubre |          |
| Libre: Estudiantes (BA) |           |                        |                    |               |          |

| Fecha 22                  | Fecha 22  | Fecha 22           | Fecha 22               | Fecha 22      | Fecha 22 |
| Local                     | Resultado | Visitante          | Estadio                | Fecha         |          |
| ------------------------- | --------- | ------------------ | ---------------------- | ------------- | -------- |
| Los Andes                 | 1 - 1     | Argentinos Juniors | Los Andes              | 23 de octubre |          |
| Central Córdoba (R)       | 2 - 0     | All Boys           | Central Córdoba (R)    | 23 de octubre |          |
| Argentino de Rosario      | 1 - 0     | Tiro Federal       | Argentino de Rosario   | 23 de octubre |          |
| Defensores de Belgrano    | 2 - 1     | Talleres (RdE)     | Defensores de Belgrano | 23 de octubre |          |
| Estudiantes (BA)          | 2 - 2     | Temperley          | Ferro Carril Oeste     | 23 de octubre |          |
| Libre: Ferro Carril Oeste |           |                    |                        |               |          |

## Zona de Ascenso
| Pos. | Equipo                 | Pts. | PJ | PG | PE | PP | GF | GC | Dif. |
| ---- | ---------------------- | ---- | -- | -- | -- | -- | -- | -- | ---- |
| 1.º  | Argentinos Juniors     | 11   | 7  | 5  | 1  | 1  | 21 | 8  | 13   |
| 2.º  | Atlanta                | 10   | 7  | 5  | 0  | 2  | 21 | 7  | 14   |
| 3.º  | Tiro Federal           | 9    | 7  | 4  | 1  | 2  | 17 | 6  | 11   |
| 4.º  | Argentino de Rosario   | 9    | 7  | 4  | 1  | 2  | 13 | 14 | −1   |
| 5.º  | Defensores de Belgrano | 8    | 7  | 4  | 0  | 3  | 13 | 12 | 1    |
| 6.º  | Colón                  | 8    | 7  | 3  | 2  | 2  | 11 | 11 | 0    |
| 7.º  | Argentino de Quilmes   | 7    | 7  | 3  | 1  | 3  | 18 | 13 | 5    |
| 8.º  | Ferro Carril Oeste     | 7    | 7  | 2  | 3  | 2  | 12 | 9  | 3    |
| 9.º  | Nueva Chicago          | 6    | 7  | 3  | 0  | 4  | 15 | 17 | −2   |
| 10.º | Dock Sud               | 5    | 7  | 2  | 1  | 4  | 10 | 23 | −13  |
| 11.º | Talleres (RE)          | 3    | 7  | 1  | 1  | 5  | 7  | 24 | −17  |
| 12.º | El Porvenir            | 1    | 7  | 0  | 1  | 6  | 10 | 24 | −14  |

|  | Atlanta y Ferro Carril Oeste fueron ascendidos por resolución de la Asamblea Anual Extraordinaria.. |

## Resultados
La Zona de Ascenso se jugó a una sola rueda en campos neutrales.
| Fecha 1                | Fecha 1   | Fecha 1              | Fecha 1        | Fecha 1       | Fecha 1 |
|                        | Resultado |                      | Estadio        | Fecha         |         |
| ---------------------- | --------- | -------------------- | -------------- | ------------- | ------- |
| Ferro Carril Oeste     | 1 - 1     | El Porvenir          | San Lorenzo    | 30 de octubre |         |
| Argentino de Rosario   | 1 - 0     | Argentino de Quilmes | Boca Juniors   | 30 de octubre |         |
| Sportivo Dock Sud      | 1 - 1     | Colón                | Independiente  | 30 de octubre |         |
| Defensores de Belgrano | 0 - 4     | Argentinos Juniors   | Platense       | 30 de octubre |         |
| Talleres (RdE)         | 0 - 0     | Tiro Federal         | Excursionistas | 30 de octubre |         |
| Atlanta                | 4 - 2     | Nueva Chicago        | Huracán        | 30 de octubre |         |

| Fecha 2                | Fecha 2   | Fecha 2              | Fecha 2       | Fecha 2         | Fecha 2 |
|                        | Resultado |                      | Estadio       | Fecha           |         |
| ---------------------- | --------- | -------------------- | ------------- | --------------- | ------- |
| Atlanta                | 1 - 2     | Ferro Carril Oeste   | San Lorenzo   | 13 de noviembre |         |
| Nueva Chicago          | 3 - 2     | Talleres (RdE)       | Huracán       | 13 de noviembre |         |
| Defensores de Belgrano | 0 - 1     | Tiro Federal         | Atlanta       | 13 de noviembre |         |
| Argentinos Juniors     | 1 - 2     | Sportivo Dock Sud    | Boca Juniors  | 13 de noviembre |         |
| Colón                  | 4 - 0     | Argentino de Rosario | Unión         | 13 de noviembre |         |
| Argentino de Quilmes   | 5 - 2     | El Porvenir          | Independiente | 13 de noviembre |         |

| Fecha 3              | Fecha 3   | Fecha 3                | Fecha 3            | Fecha 3         | Fecha 3 |
|                      | Resultado |                        | Estadio            | Fecha           |         |
| -------------------- | --------- | ---------------------- | ------------------ | --------------- | ------- |
| Talleres (RdE)       | 1 - 0     | Ferro Carril Oeste     | Banfield           | 20 de noviembre |         |
| Atlanta              | 0 - 2     | Defensores de Belgrano | Almagro            | 20 de noviembre |         |
| Nueva Chicago        | 3 - 0     | Sportivo Dock Sud      | Huracán            | 20 de noviembre |         |
| Tiro Federal         | 0 - 1     | Argentino de Rosario   | Newell's Old Boys  | 20 de noviembre |         |
| Argentinos Juniors   | 3 - 2     | El Porvenir            | Ferro Carril Oeste | 20 de noviembre |         |
| Argentino de Quilmes | 4 - 0     | Colón                  | San Lorenzo        | 20 de noviembre |         |

| Fecha 4                | Fecha 4   | Fecha 4              | Fecha 4         | Fecha 4         | Fecha 4 |
|                        | Resultado |                      | Estadio         | Fecha           |         |
| ---------------------- | --------- | -------------------- | --------------- | --------------- | ------- |
| Defensores de Belgrano | 4 - 3     | Ferro Carril Oeste   | San Lorenzo     | 27 de noviembre |         |
| Talleres (RdE)         | 1 - 4     | Sportivo Dock Sud    | Lanús           | 27 de noviembre |         |
| Atlanta                | 4 - 0     | Argentino de Rosario | Huracán         | 27 de noviembre |         |
| Nueva Chicago          | 4 - 1     | El Porvenir          | Independiente   | 27 de noviembre |         |
| Tiro Federal           | 4 - 2     | Argentino de Quilmes | Rosario Central | 27 de noviembre |         |
| Colón                  | 0 - 3     | Argentinos Juniors   | Unión           | 28 de noviembre |         |

| Fecha 5                | Fecha 5   | Fecha 5            | Fecha 5         | Fecha 5        | Fecha 5 |
|                        | Resultado |                    | Estadio         | Fecha          |         |
| ---------------------- | --------- | ------------------ | --------------- | -------------- | ------- |
| Ferro Carril Oeste     | 1 - 1     | Colón              | Platense        | 4 de diciembre |         |
| Argentino de Quilmes   | 1 - 3     | Argentinos Juniors | San Lorenzo     | 4 de diciembre |         |
| Argentino de Rosario   | 5 - 3     | Nueva Chicago      | Rosario Central | 4 de diciembre |         |
| El Porvenir            | 2 - 4     | Tiro Federal       | Huracán         | 4 de diciembre |         |
| Sportivo Dock Sud      | 1 - 4     | Atlanta            | Almagro         | 4 de diciembre |         |
| Defensores de Belgrano | 5 - 2     | Talleres (RdE)     | Excursionistas  | 4 de diciembre |         |

| Fecha 6                | Fecha 6   | Fecha 6              | Fecha 6           | Fecha 6         | Fecha 6 |
|                        | Resultado |                      | Estadio           | Fecha           |         |
| ---------------------- | --------- | -------------------- | ----------------- | --------------- | ------- |
| Ferro Carril Oeste     | 1 - 1     | Argentino de Quilmes | Boca Juniors      | 11 de diciembre |         |
| El Porvenir            | 1 - 3     | Colón                | Lanús             | 11 de diciembre |         |
| Argentinos Juniors     | 2 - 2     | Argentino de Rosario | San Lorenzo       | 11 de diciembre |         |
| Tiro Federal           | 8 - 0     | Sportivo Dock Sud    | Newell's Old Boys | 11 de diciembre |         |
| Defensores de Belgrano | 1 - 0     | Nueva Chicago        | All Boys          | 11 de diciembre |         |
| Atlanta                | 7 - 0     | Talleres (RdE)       | Independiente     | 11 de diciembre |         |

| Fecha 7              | Fecha 7   | Fecha 7                | Fecha 7             | Fecha 7         | Fecha 7 |
|                      | Resultado |                        | Estadio             | Fecha           |         |
| -------------------- | --------- | ---------------------- | ------------------- | --------------- | ------- |
| Ferro Carril Oeste   | 4 - 0     | Nueva Chicago          | San Lorenzo         | 18 de diciembre |         |
| Atlanta              | 1 - 0     | Tiro Federal           | Huracán             | 18 de diciembre |         |
| Argentinos Juniors   | 5 - 1     | Talleres (RdE)         | River Plate         | 18 de diciembre |         |
| Argentino de Quilmes | 5 - 2     | Sportivo Dock Sud      | Independiente       | 18 de diciembre |         |
| Argentino de Rosario | 4 - 1     | El Porvenir            | Central Córdoba (R) | 18 de diciembre |         |
| Colón                | 2 - 1     | Defensores de Belgrano | Unión               | 19 de diciembre |         |

El torneo fue suspendido por decisión de la AFA, por la huelga de jugadores profesionales.

## Zona Descenso
| Pos. | Equipo           | Pts. | PJ | PG | PE | PP | GF | GC | Dif. |
| ---- | ---------------- | ---- | -- | -- | -- | -- | -- | -- | ---- |
| 1.º  | Los Andes        | 12   | 7  | 6  | 0  | 1  | 22 | 9  | 13   |
| 2.º  | Unión            | 11   | 7  | 5  | 1  | 1  | 17 | 10 | 7    |
| 3.º  | Colegiales       | 8    | 7  | 3  | 2  | 2  | 23 | 15 | 8    |
| 4.º  | Central Córdoba  | 8    | 7  | 4  | 0  | 3  | 22 | 11 | 11   |
| 5.º  | Almagro          | 8    | 7  | 4  | 0  | 3  | 17 | 14 | 3    |
| 6.º  | All Boys         | 7    | 7  | 2  | 3  | 2  | 19 | 20 | −1   |
| 7.º  | Estudiantes (BA) | 7    | 7  | 2  | 3  | 2  | 13 | 14 | −1   |
| 8.º  | Excursionistas   | 4    | 7  | 1  | 2  | 4  | 11 | 27 | −16  |
| 9.º  | Quilmes          | 3    | 7  | 1  | 1  | 5  | 9  | 20 | −11  |
| 10.º | Temperley        | 2    | 7  | 0  | 2  | 5  | 10 | 23 | −13  |

|  | No hubo Descenso. |

## Resultados
La Zona de Descenso se jugó a una sola rueda en campos neutrales.
| Fecha 1        | Fecha 1   | Fecha 1             | Fecha 1            | Fecha 1       | Fecha 1 |
|                | Resultado |                     | Estadio            | Fecha         |         |
| -------------- | --------- | ------------------- | ------------------ | ------------- | ------- |
| Colegiales     | 1 - 1     | Estudiantes (BA)    | Chacarita Juniors  | 30 de octubre |         |
| Excursionistas | 2 - 2     | All Boys            | Argentinos Juniors | 30 de octubre |         |
| Almagro        | 3 - 1     | Temperley           | Atlanta            | 30 de octubre |         |
| Quilmes        | 1 - 1     | Unión               | Ferro Carril Oeste | 30 de octubre |         |
| Los Andes      | 3 - 1     | Central Córdoba (R) | Banfield           | 30 de octubre |         |

| Fecha 2             | Fecha 2   | Fecha 2        | Fecha 2            | Fecha 2         | Fecha 2 |
|                     | Resultado |                | Estadio            | Fecha           |         |
| ------------------- | --------- | -------------- | ------------------ | --------------- | ------- |
| Colegiales          | 0 - 4     | Los Andes      | Platense           | 13 de noviembre |         |
| Central Córdoba (R) | 2 - 3     | Unión          | Newell's Old Boys  | 13 de noviembre |         |
| Temperley           | 0 - 2     | Quilmes        | Banfield           | 13 de noviembre |         |
| All Boys            | 6 - 2     | Almagro        | Argentinos Juniors | 13 de noviembre |         |
| Estudiantes (BA)    | 2 - 2     | Excursionistas | Ferro Carril Oeste | 13 de noviembre |         |

| Fecha 3    | Fecha 3   | Fecha 3             | Fecha 3            | Fecha 3         | Fecha 3 |
|            | Resultado |                     | Estadio            | Fecha           |         |
| ---------- | --------- | ------------------- | ------------------ | --------------- | ------- |
| Colegiales | 1 - 2     | Central Córdoba (R) | Platense           | 20 de noviembre |         |
| Los Andes  | 3 - 2     | Quilmes             | Independiente      | 20 de noviembre |         |
| Temperley  | 1 - 2     | Excursionistas      | Talleres (RdE)     | 20 de noviembre |         |
| All Boys   | 3 - 3     | Estudiantes (BA)    | Argentinos Juniors | 20 de noviembre |         |
| Unión      | 2 - 0     | Almagro             | Colón              | 21 de noviembre |         |

| Fecha 4          | Fecha 4   | Fecha 4             | Fecha 4            | Fecha 4         | Fecha 4 |
|                  | Resultado |                     | Estadio            | Fecha           |         |
| ---------------- | --------- | ------------------- | ------------------ | --------------- | ------- |
| Colegiales       | 4 - 4     | Temperley           | Argentinos Juniors | 27 de noviembre |         |
| All Boys         | 1 - 3     | Unión               | Ferro Carril Oeste | 27 de noviembre |         |
| Estudiantes (BA) | 0 - 3     | Los Andes           | All Boys           | 27 de noviembre |         |
| Excursionistas   | 2 - 5     | Central Córdoba (R) | Platense           | 27 de noviembre |         |
| Almagro          | 2 - 1     | Quilmes             | Excursionistas     | 27 de noviembre |         |

| Fecha 5             | Fecha 5   | Fecha 5          | Fecha 5            | Fecha 5        | Fecha 5 |
|                     | Resultado |                  | Estadio            | Fecha          |         |
| ------------------- | --------- | ---------------- | ------------------ | -------------- | ------- |
| Excursionistas      | 1 - 6     | Colegiales       | Argentinos Juniors | 4 de diciembre |         |
| Almagro             | 2 - 3     | Estudiantes (BA) | Ferro Carril Oeste | 4 de diciembre |         |
| Quilmes             | 2 - 4     | All Boys         | Independiente      | 4 de diciembre |         |
| Central Córdoba (R) | 6 - 0     | Temperley        | Newell's Old Boys  | 4 de diciembre |         |
| Unión               | 3 - 1     | Los Andes        | Colón              | 4 de diciembre |         |

| Fecha 6          | Fecha 6   | Fecha 6             | Fecha 6            | Fecha 6         | Fecha 6 |
|                  | Resultado |                     | Estadio            | Fecha           |         |
| ---------------- | --------- | ------------------- | ------------------ | --------------- | ------- |
| Quilmes          | 1 - 7     | Colegiales          | Huracán            | 11 de diciembre |         |
| Almagro          | 2 - 1     | Central Córdoba (R) | Platense           | 11 de diciembre |         |
| Los Andes        | 5 - 2     | Excursionistas      | Almagro            | 11 de diciembre |         |
| Estudiantes (BA) | 1 - 4     | Unión               | Argentinos Juniors | 11 de diciembre |         |
| Temperley        | 3 - 3     | All Boys            | Ferro Carril Oeste | 11 de diciembre |         |

| Fecha 7             | Fecha 7   | Fecha 7   | Fecha 7            | Fecha 7         | Fecha 7 |
|                     | Resultado |           | Estadio            | Fecha           |         |
| ------------------- | --------- | --------- | ------------------ | --------------- | ------- |
| Colegiales          | 4 - 2     | Unión     | Almagro            | 18 de diciembre |         |
| Temperley           | 1 - 3     | Los Andes | Banfield           | 18 de diciembre |         |
| Central Córdoba (R) | 5 - 0     | All Boys  | Rosario Central    | 18 de diciembre |         |
| Estudiantes (BA)    | 3 - 0     | Quilmes   | Argentinos Juniors | 18 de diciembre |         |
| Excursionistas      | 0 - 6     | Almagro   | Platense           | 18 de diciembre |         |

El torneo fue suspendido por decisión de la AFA, por la huelga de jugadores profesionales.

## Reestructuración
Para la siguiente temporada, los equipos que habían descendido en las últimas 2 temporadas Primera División fueron promovidos a la máxima categoría. Mientras que el resto de los participantes de la Segunda División fueron incorporados a un nuevo certamen que pasó a ocupar la segunda categoría desde 1949: la Primera División B.